# Cragaleu
Cragaleu (en grec antic Κραγαλεύς), va ser, segons la mitologia grega, un heroi tessali fill de Dríops. Feia de pastor i tenia fama de ser molt prudent i equànime.
Un dia, pasturant els ramats, se li van aparèixer tres divinitats: Àrtemis, Apol·lo i Hèracles, perquè el van triar com a jutge d'una disputa que tenien. Volien saber qui dels tres seria el rei de la ciutat d'Ambràcia. Cragaleu va decidir que el rei fos Hèracles, i Apol·lo, enfadat, el va transformar en roca en aquell mateix lloc, on havia pronunciat el veredicte. Els habitants d'Ambràcia li oferien un sacrifici després de cada festivitat dedicada a Hèracles. Antoní Liberal transmet aquesta tradició.